# Formation administrative 117 Paris
La Formation administrative 117 Paris (FA117 Paris) est une entité de l'armée de l'air et de l'espace française, située à Paris. Elle est l'équivalent d'une base aérienne, dédiée au personnel de l'armée de l'air et de l'espace ("Aviateurs") affecté à Paris, dans les communes limitrophes ou en poste permanent à l'étranger. Si ses principaux services sont installés au sein de l’École militaire, la FA117 Paris a la particularité de ne pas être responsable d’une emprise propre. Son périmètre concerne plus de 2 800 Aviateurs d’active et de réserve. La FA117 Paris est ainsi l’échelon de référence pour tous les Aviateurs parisiens, disséminés en de nombreux endroits de la capitale.
La FA117 Paris a des missions variées. Elle est chargée notamment de la gestion administrative et en ressources humaines des Aviateurs de son périmètre (recrutement, mobilité, contrats, etc.). Elle intervient très concrètement dans le quotidien des Aviateurs parisiens, en réalisant par exemple les plans de relèves internes à Paris pour le personnel sous-officier et les militaires techniciens de l’air (MTA), ou les désignations de personnel pour les missions conduites sur et depuis le territoire national (Vigipirate, Sentinelle, renfort Cuirasse, etc.).
Ses prérogatives portent également sur les domaines de la cybersécurité, de la prévention HSCT (hygiène, sécurité, conditions de travail). Enfin, la FA117 Paris est chargée du recrutement et de l’instruction des Aviateurs réservistes à Paris.
La FA117 Paris œuvre à affermir l’identité et les valeurs des Aviateurs à Paris, à travers de nombreux événements de rayonnement, comme la participation de l’armée de l’Air et de l’Espace à la course des 20 kilomètres de Paris (historiquement créée par des Aviateurs en 1979), la cérémonie Air de ravivage de la Flamme sous l’Arc de Triomphe, ou l’animation du brevet d’initiation aéronautique pour la région Île-de-France.
La FA117 Paris est l’héritière directe d’une riche histoire. En 1928, la structure « Air Paris ville » est créée avec son bataillon de l’air 1/124 pour soutenir les états-majors, directions, services et unités aéronautiques de Paris. Le bataillon de l’air d’Issy prend le relais et est baptisé du numéro 117 en 1936. Un numéro qui sera conservé lors de sa transformation en « Cité de l’air et base aérienne 117 » en 1964 et qui sera plus tard retransmis à la « Formation administrative 117 ».

## Histoire

### Débuts de l’armée de l’Air et premières implantations parisiennes
Le ministère de l’Air est créé en septembre 1928. Son tout premier ministre, Laurent-Eynac, a pour mission de redresser l’aéronautique française en crise. Le ministère a la charge des volets aussi bien militaires que civil et industriel. Il s’installe au 35 rue Saint-Didier, dans le 16e arrondissement. Dès le départ, le bâtiment – un ancien collège - s’avérera trop exigu pour loger toute l’administration de l’Air, dispersée dans plus de dix sites. 
L’immeuble sera également occupé, entre autres, par le Secrétariat à l'aviation civile et les Inspections de l'aviation de chasse, de l'aviation de bombardement et de l'aviation de renseignement (jusqu’en 1939) et, pour quelque temps, par l'État-major de l’Armée de l’air (avant de s'installer boulevard Victor à la suite du ministère de l’Air en février 1934), et, bien sûr, par l'État-major de la 2e Région aérienne (de 1933 à 1940 puis de fin 1944 jusqu’au printemps 1970).
Soutenu par le bataillon de l’air 1/124 jusque dans les années 1960 et connu sous l’appellation Air Paris Ville, l’immeuble deviendra la base aérienne 280 du 1er janvier 1969 à sa dissolution le 30 avril 1970. Aujourd’hui rénové, le bâtiment est devenu un ensemble immobilier de quelque 200 logements. 

### Implantation de la «Cité de l’Air»

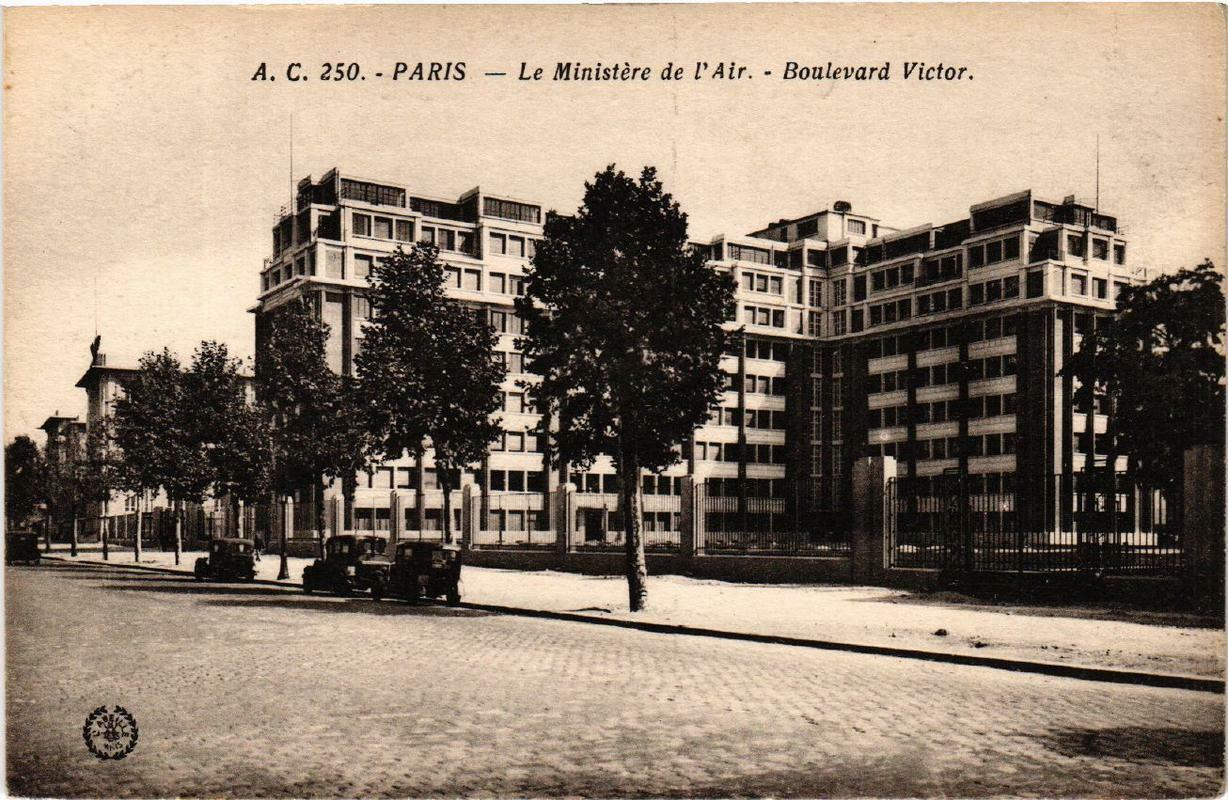
Le ministère de l'Air, installé dans ses nouveaux locaux à la Cité de l'Air, boulevard Victor (15e arrondissement)

L'organisation de l’Armée de l'air est fixée dans un décret du 1er avril 1933, mais il faut attendre le 2 juillet 1934 pour qu’elle existe en tant qu'armée indépendante. La même année, sont réalisés les bâtiments de ce qui deviendra la « Cité de l'Air », au 24 boulevard Victor, où déménagent le ministère et l’état-major de l’Air. La Cité rassemble des aménagements très modernes, dont un restaurant administratif et une crèche.
La 17e compagnie de l’Air, créée en 1935, est l’une des premières unités à s’y implanter. Elle reprend la mission de support de l'administration centrale de l'armée de l'Air, qui incombait avant au 1er Groupe d’ouvriers d’aéronautique (1er GOA), en 1928 (pour le ministère de l’Air), et au 1er Bataillon de l'air de Paris-Issy en 1933.
Notons que la Cité de l’Air est créée à proximité immédiate de l’ancien champ de manœuvres d’Issy-les-Moulineaux, l’un des plus anciens terrains d’aviation : c’est là qu’Henri Farman réussit le premier kilomètre en circuit fermé, sur un appareil Voisin, le 13 janvier 1908.

### Le Bataillon de l’Air 117
Le Bataillon de l'Air 117 est créé en 1936 et affecté sur le site de la Cité de l’Air, qui intègre également l’École Nationale Supérieure de l'Aéronautique (ENSA) et le musée de l’Air (1936-1940). Desserré à Aulnat en 1940, le Bataillon regagne Paris à la Libération. Le Bataillon comptera jusqu’à 777 officiers, 438 sous-officiers et 1 080 hommes de troupe. Il succède à la 17e Compagnie de l’Air, créée en 1935 avec un format retenu de 250 personnes, et s’inscrit dans la tradition directe des unités qui ont assuré le soutien de l'administration centrale de l'armée de l'Air.
Le Bataillon de l’air 117 compte dans ses rangs Jean Moulin qui, ancien chef de cabinet au ministère de l’Air en 1936, avait été versé dans les réserves de l’armée de l’Air et y fut affecté en février 1938 comme caporal-chef puis comme sergent de réserve. Il était alors sous-préfet. Futur héros de la Résistance, il meurt pour la France en 1943.
De 1933 jusqu’aux années 1960 (avec des variations de périmètre et d’organisation selon les époques), le « bataillon de l’air » était chargé de l’administration d’une base aérienne principale (c’était une « compagnie de l’air » sur une base secondaire et une « section de l’air » sur une base auxiliaire). Commandé séparément des éléments « mobiles » (les escadres), le bataillon de l’air constituait l’élément « fixe » d’une base aérienne et regroupait sous un même commandement tous les services et moyens nécessaires à la vie des unités rattachées ou stationnées dans ce « port de l’armée de l’air » auquel on comparait la base aérienne.

### L’Occupation et la Libération

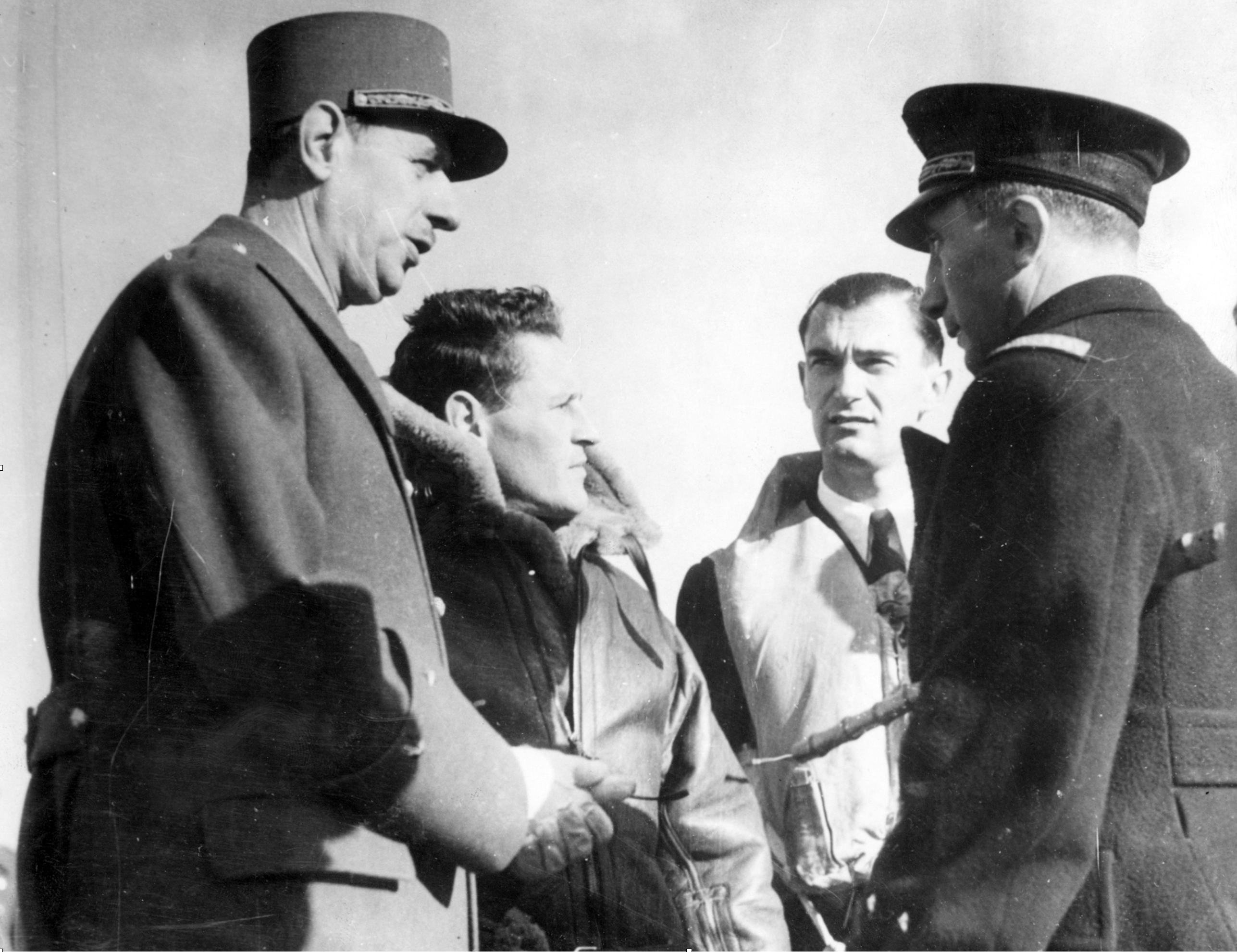
Martial Valin à droite face à Charles De Gaulle, Philippe de Scitivaux et René Mouchotte

Pendant l’Occupation, les bâtiments de la Cité de l’Air sont utilisés par la Luftwaffe. Les deux stands de tir, construits à la fin des années 1930 et servant notamment à entraîner les jeunes recrues de la police, sont utilisés par les Allemands qui y fusillent des résistants. À la Libération, on exhumera les corps de 143 résistants torturés puis fusillés entre le 6 juillet 1942 et le 7 juillet 1944. Une plaque en leur mémoire a été érigée en 1961.
Paris est libéré du 19 au 25 août 1944. Le matin du 11 septembre 1944 a lieu une cérémonie émouvante à la Cité de l’Air. Le général Valin, commandant des Forces aériennes françaises libres de juillet 1941 à juin 1944, prend la parole : « Pour la première fois depuis quatre ans, nous célébrons aujourd’hui une cérémonie que nous devons au courage, à la foi de tous ceux qui n’ont pas désespéré de la France. »
Pour une vingtaine d’années encore, le Bataillon de l'air 117 retrouve ses attributions parisiennes et la Cité de l’Air ne cesse de s’agrandir.

### La Base aérienne 117

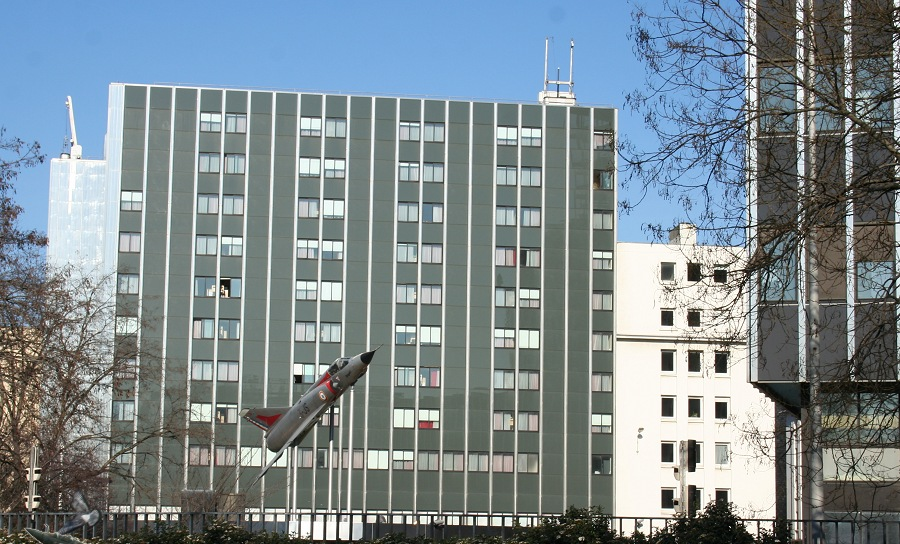
Base aérienne 117, et un Mirage IIIE au premier plan

Le 1er janvier 1964, le Bataillon de l’Air 117 devient la Base aérienne 117 (BA117). La BA117 est ainsi l’héritière directe des différentes unités qui ont assuré le soutien de l’administration centrale de l’armée de l’Air à Paris.
La Base Aérienne 117 de Paris-Balard était une base d'un type très particulier en raison de sa situation géographique (dans le 15e arrondissement, au sein d'une Cité de l'Air très complexe), de l'étendue de sa mission de soutien et de la diversité du personnel qu'elle administrait, appartenant à près de 130 entités implantées tant en région parisienne qu'en métropole. Durant plus d’un demi-siècle, elle a été le référent administratif principal du personnel de l’armée de l’air en poste dans la capitale.
La Cité de l'Air reçoit le nom de baptême « Capitaine Georges Guynemer » en 1984, par la décision du ministre de la Défense Charles Hernu. Son insigne, homologué en 1983 sous le numéro A1156, comporte les armes et la devise de la Ville de Paris ainsi que des ailes symboliques de l’armée de l’Air. La BA117 n’est pas dotée d’un drapeau, mais elle se voit confier la garde de celui de la 34e escadre de bombardement (implantée sur la base aérienne du Bourget avant le seconde guerre mondiale et dissoute en 1946). Le drapeau porte dans ses plis les inscriptions « Grande guerre 1914-1918 » et « France 1940 ».

### Restructuration de la Cité de l’Air
Les années 1960 correspondent à la mise en place de la force de dissuasion nucléaire française – les Forces aériennes stratégiques sont créées en 1964. Dans le même temps, l’armée de l’Air restructure l’organisation de son administration. Une période de grands travaux d’infrastructure s’ouvre à la Cité de l’Air, qui, d’après le plan de 1968 de l’architecte Pierre Large, comprend sur un domaine de 85 000 m2 environ 70 bâtiments construits à partir des années 1920-30 sans grande idée d’ensemble. En 1962 est créé un tronçon du boulevard périphérique qui coupe la Cité de l’Air en deux. Au cours des années 1960 et 1970, la Cité de l’Air accueille de nouvelles entités  (la tour A, de la Délégation Générale pour l'Armement, est édifiée en 1978).
Le 12 septembre 1969 est signée une convention entre la Ville de Paris et le ministère de la Défense, qui permet la réalisation deux ans plus tard des bâtiments F (haut de 65 m, dont les quatre premiers étages sont réservés au commandement, services d’administration et moyens généraux de la BA117) et G (haut de 18 m). 

### Dissolution de la CABA117 et création de la FAAP117 Paris
Dans le cadre du regroupement des états-majors et services de la Défense sur le site de Balard, la Cité de l’Air et Base Aérienne (CABA) 117 sont dissoutes lors d'une cérémonie le 25 juin 2015.
En parallèle, afin que les prérogatives de commandant de formation administrative détenues par le commandant de la CABA 117 restent assurées pour tous les Aviateurs parisiens et les unités pérennes et sites isolés rattachés à la Base aérienne 117, il fut décidé de regrouper les unités de l’armée de l’Air de Balard et de l’École Militaire au sein d’une formation administrative unique, la Formation administrative air de Paris 117 - FAAP 00.117, créée le 1er septembre 2015. 
La Formation Administrative Air de Paris (FAAP) 117 est ainsi légataire d’une partie des missions des anciennes bases aériennes de Paris-Ville puis Paris-Balard.

### Les évolutions de la FAAP117 Paris, devenue FA117 Paris
La création de la FAAP117 Paris répondait notamment au souci de conserver une entité de l’armée de l’Air facilement identifiable, ayant vocation à devenir un repère visible et connu de tous.
La FAAP117 affirme peu à peu son identité et sa visibilité, en héritière directe des missions de soutien à l’armée de l’Air à Paris. Son nouvel insigne est ainsi homologué le 1er mars 2016.
Selon les instructions successives fixant l’organisation des bases aériennes, avec sa configuration atypique, la FAAP n’est au moment de sa création pas assimilée à une base aérienne et n’en a pas l’appellation, contrairement à ses deux ainées qui n’en étaient pas moins atypiques. Néanmoins, l’esprit « base aérienne » y demeure très présent, sous l'impulsion de commandants qui, à l’instar des commandants de base, sont désignés par le chef d’état-major de l’armée de l’air et de l’espace (CEMAAE) et placés sous l’autorité du Major Général de l’armée de l’air et de l’espace (MGAAE).
Surtout, fin 2019 et conformément aux directives, la FAAP117 évolue pour adopter le format « Base aérienne du 21e siècle » (BA XXI), qui modifie l’organisation des bases aériennes françaises pour en faire des « plateformes de combat pour tous les Aviateurs ». Elle est évoquée comme étant « l’échelon de niveau base aérienne pour les Aviateurs parisiens, certains autres affectés sur des sites en périphérie de Paris, ou encore ceux postés à l’étranger ».
Par un arrêté du 18 décembre 2020, la Formation administrative Air Paris change d’appellation et devient la « Formation administrative 117 Paris » (FA 117 Paris).
Aujourd’hui, si ses principaux services sont abrités au sein de l’École militaire, la FA117 Paris a la particularité de ne pas être responsable d’une emprise propre. Son périmètre concerne plus de 2 800 Aviateurs d’active et de réserve. La FA117 Paris est ainsi l’échelon de référence pour tous les Aviateurs parisiens, disséminés en de nombreux endroits de la capitale.

## Insigne

### Définition héraldique

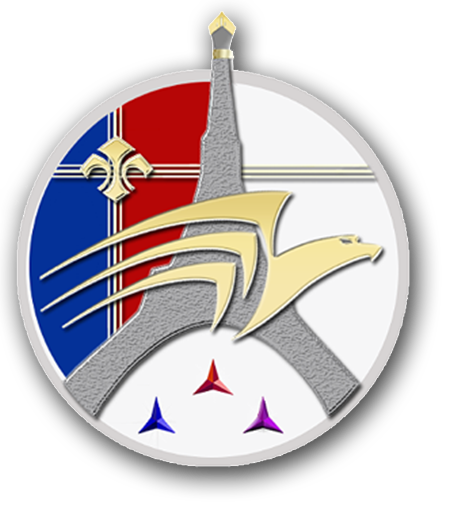
Insigne de la FA 117 Paris

« Rondache de candide liserée d’argent et tiercée en pairle inversée, une Tour Eiffel du même formant la partition, le chef dépassé et formé en plume d’écriture, au 1 parti d’azur et de gueules chargé d’une fleur de lys d’or brochant une croix formée de trois filets du même, au 2 du premier émail à trois filets aussi d’or posés en fasce, au 3 du premier émail chargé de trois vecteurs de gueules, de pourpre et d’azur posés en chevron, une aigle stylisée et contournée aussi d’or sur le tout. »

### Symbolique
La naissance de la FA117 Paris trouve sa place au cœur du processus de transformation de l’armée de l’Air et de l’Espace. Cet insigne s’inscrit donc dans l’audace en proposant un dessin moderne, à la fois fidèle à l'héritage de l’ancienne Cité de l'Air et Base aérienne (CABA) 117, et novateur.
L’insigne est séparé dans son milieu par un stylo à plume stylisé en forme de tour Eiffel, associant la vocation principale et la zone d’action parisienne de l’organisme. Sous l’arche du stylo plume stylisé, trois étoiles bleue (personnel des bases), rouge (personnel navigant) et violette (personnel mécanicien) symbolisent la mission de gestion des ressources humaines en reprenant les couleurs traditionnelles des trois corps du personnel de l’Armée de l’Air et de l'Espace. Sur la partie gauche, le rouge, le bleu et la fleur de lys reprennent les couleurs et les symboles du blason de la ville de Paris, espace de travail de la FA117. L’aigle en or stylisé, inspiré du charognard épinglé sur les calots, rappelle que cette unité appartient à l’armée de l’air. Enfin, les lignes en or qui traversent verticalement et horizontalement les couleurs parisiennes et le ciel de Paris font référence aux trainées de condensation des avions de chasse en patrouille qui évoluent en liberté dans toutes les dimensions et dans toutes les directions, rappelant que 400 Aviateurs rattachés à la FA117 sont en poste permanent aux quatre coins du monde. 

## Missions de la FA117

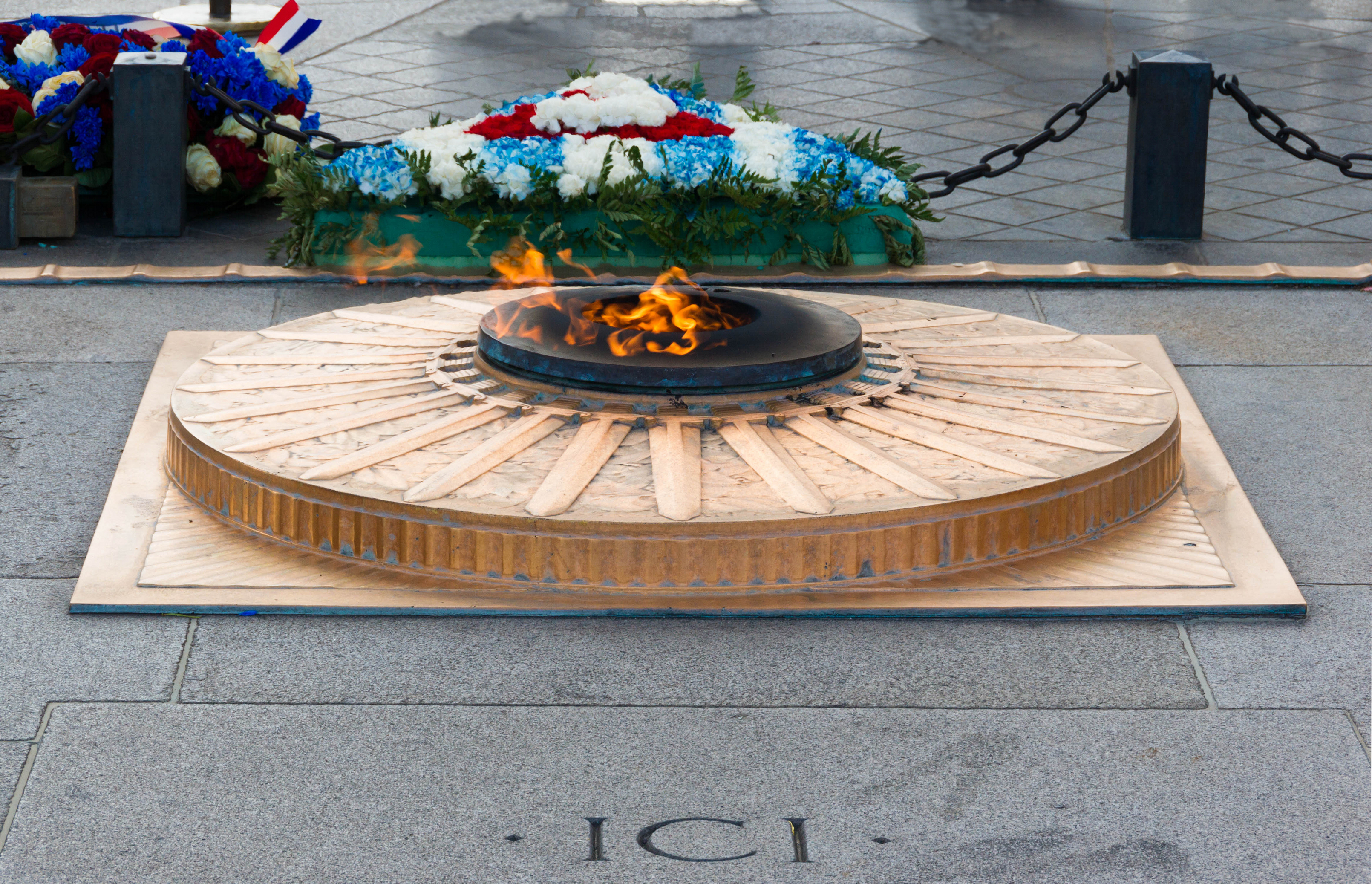
La flamme éternelle sur la tombe du Soldat inconnu, sous l'Arc de triomphe, est ravivée chaque année à l'initiative de la FA117 Paris pour la cérémonie "Air".

La Formation administrative 117 Paris (FA117 Paris) est l’entité assimilée à une base aérienne pour les Aviateurs affectés à Paris, dans les communes limitrophes et en poste permanent à l’étranger. Sa vocation est d’être un repère visible et connu de tous les Aviateurs disséminés dans de nombreux sites de la capitale.
La FA117 Paris a des missions variées. Elle est chargée notamment de la gestion administrative et en ressources humaines des Aviateurs de son périmètre (recrutement, mobilité, contrats, etc.). Son périmètre de gestion concerne plus de 2800 Aviateurs. Elle intervient très concrètement dans le quotidien des Aviateurs parisiens, en réalisant par exemple les plans de relèves internes à Paris pour le personnel sous-officier et les militaires techniciens de l’air (MTA), ou les désignations de personnel pour les missions conduites sur et depuis le territoire national (Vigipirate, Sentinelle, renfort Cuirasse, etc.).
Ses prérogatives portent également sur les domaines de la cybersécurité, de la prévention HSCT (hygiène, sécurité, conditions de travail).
Elle met en œuvre la politique de « condition de l’aviateur » et le « plan famille », qui ont pour but de mieux accompagner les familles et d’améliorer les conditions de vie des militaires. La Section condition de l’aviateur et accompagnement des familles (SCAAF) organise ainsi diverses actions locales : information, accompagnement, soutien à la famille du conjoint en opération extérieure (OPEX), ou encore des actions de cohésion comme des activités au profit des célibataires géographiques ou la Journée de l’Aviateur.
La FA117 Paris œuvre à affermir l’identité et les valeurs des Aviateurs à Paris, à travers de nombreux événements de rayonnement, comme la participation de l’armée de l’Air et de l’Espace à la course des 20 kilomètres de Paris (historiquement créée en 1979 par des Aviateurs), la cérémonie Air de ravivage de la Flamme sous l’Arc de Triomphe, ou l’animation du brevet d’initiation aéronautique pour la région Île-de-France.
En outre, la FA117 Paris est chargée du recrutement, de l’instruction et de l’entraînement des Aviateurs réservistes à Paris, à travers son Centre d’instruction et d’information des réserves de l’armée de l’air (CIIRAA).
Enfin, la FA117 Paris assure la gestion en ressources humaines des Aviateurs postés à l’étranger, notamment dans les ambassades et représentations françaises de par le monde.

## Implantations

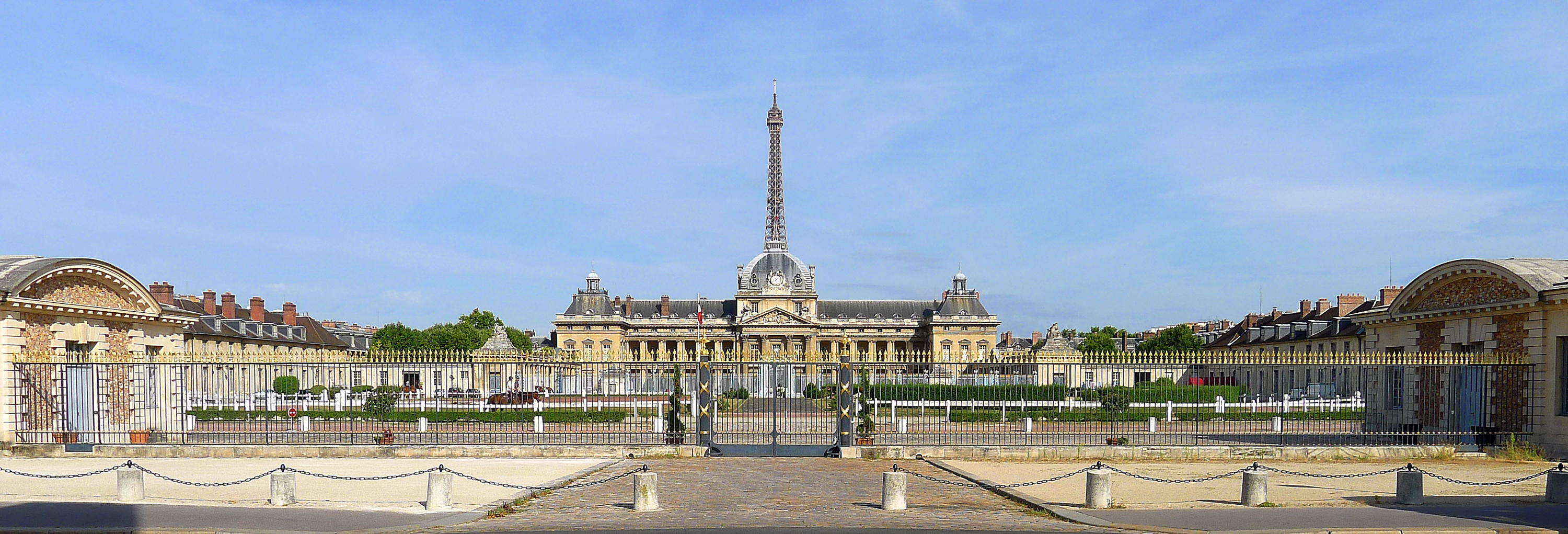
École militaire, dans le 7e arrondissement, qui abrite les principaux services de la FA117 Paris

Le commandement et l’essentiel des services de la FA117 Paris sont situés à l’École militaire, au cœur du 7e arrondissement.
Toutefois, la FA117 Paris a la particularité de ne pas être responsable de son emprise. Ainsi, outre les 400 Aviateurs en poste permanent à l'étranger, les quelque 2400 Aviateurs de son périmètre de gestion sont répartis dans de nombreux endroits de la capitale et de ses communes limitrophes. On retrouve ces Aviateurs notamment sur le site de Balard, au Fort de Vincennes, dans les groupements de soutien de base de défense (GSBdD) et au sein des différents ministères.  